# Robert Kirkman
Robert Kirkman (ur. 30 listopada 1978 w Lexington) – amerykański autor komiksów, scenarzysta i producent filmowy. Najbardziej znany jako autor serii Żywe trupy i Niezwyciężony dla Image Comics.
Współpracował również z Marvel Comics, m.in. przy: Ultimate X-Men i Marvel Zombies oraz, z Toddem McFarlane'em, przy serii komiksów Haunt.
Wraz z Davidem Alpertem jest Współzałożycielem  firmy Skybound Entertainment.